# 平田町 (島根県)
平田町（ひらたまち）は、島根県簸川郡にあった町。現在の出雲市平田町などにあたる。

## 地理
- 海洋：日本海[1]
- 湖沼：宍道湖[1]
- 河川：斐伊川[1]

## 歴史
- 1889年（明治22年）4月1日、町村制の施行により、楯縫郡平田町、平田村上ケ分が合併して町制施行し、平田町が発足[1][2]。
- 1896年（明治29年）4月1日、郡の統合により簸川郡に所属[2]。
- 1951年（昭和26年）4月1日、簸川郡灘分村、国富村、鰐淵村、西田村、久多美村、檜山村、東村と合併して平田町が存続した[1][2]。
- 1955年（昭和30年）1月1日、簸川郡北浜村、佐香村と合併し、市制施行して平田市を新設し廃止された[1][2]。

### 地名の由来
次のような諸説あり。
1. かつては沼田であったが、改良して広平の田圃に変えたため沼田を平田に改称した。
2. 平田屋惣右ヱ門が新田をひらいて平田と名付けた。
3. 近江から移住した小村氏が開拓し、平田に命名を願い出た。

## 産業
- 農業、養蚕業、商工業[1]。

## 交通

### 鉄道
- 一畑電車[1]